# Luca Ceriscioli
Luca Ceriscioli, né le 15 mars 1966 à Pesaro, est un homme politique italien, membre du Parti démocrate. Ancien maire de Pesaro, il est président de la région Marches de 2015 à 2020.

## Biographie
Luca Ceriscioli naît le 15 mars 1966 à Pesaro, une ville portuaire italienne d'environ 95 580 habitants de la province de Pesaro et d'Urbino, dans la région des Marches, en Italie centrale.